# Muzeum Kolei Tajsko-Birmańskiej w Kanchanaburi

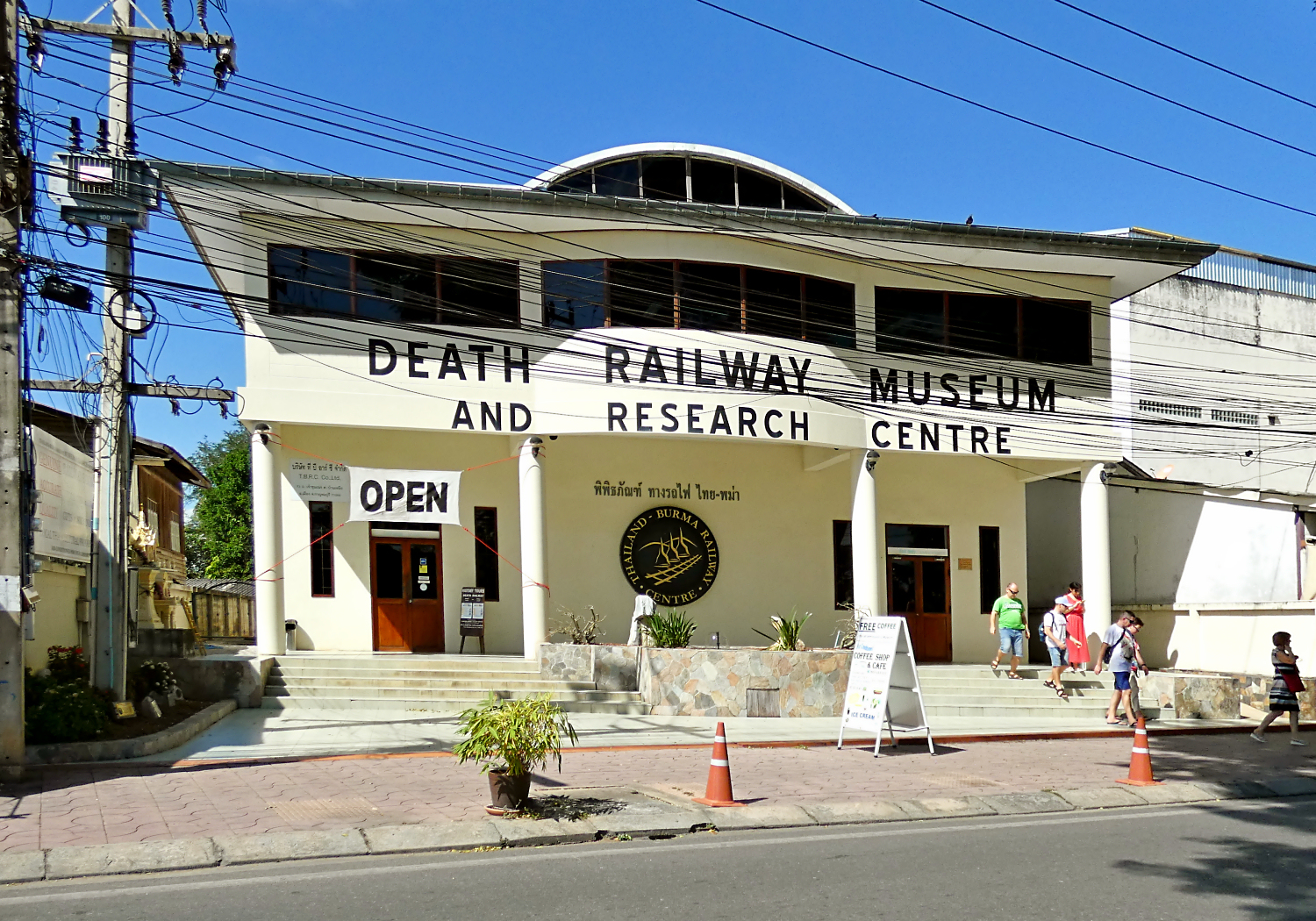
Budynek Muzeum Kolei Śmierci w Kanchanaburi

Muzeum Kolei Tajsko-Birmańskiej w Kanchanaburi – interaktywne centrum i muzeum tzw. Kolei Śmierci, zlokalizowane w Kanchanaburi w Tajlandii, 128 km na zachód od Bangkoku.
Muzeum sąsiaduje z obszernym cmentarzem wojennym z okresu II wojny światowej, na którym spoczywają jeńcy wojenni, zmarli i zamordowani podczas budowy linii kolejowej z Bangkoku do Rangunu w Birmie w latach 1942–1943. Liczbę ofiar tej budowy szacuje się na ok. 100 tys. cywili i 16 tys. jeńców.
Muzeum wykorzystuje techniki interaktywne, celem przybliżenia informacji związanych z budową linii i życiem więźniów, w szczególności posługując się makietami i dioramami, prezentującymi fragmenty linii, ich budowę, czy też tereny obozów (w tym makiety z wykorzystaniem świateł wyobrażających pory dnia i efektów dźwiękowych). Placówka dysponuje też dużą liczbą ciekawie pokazanych oryginalnych przedmiotów z czasów budowy. Ekspozycja dzieli się na 9 części, tzw. galerii: wprowadzenie, projektowanie i konstrukcja linii, geografia linii, życie w obozach, mini kino, śmierć w obozach, funkcjonowanie gotowej linii, bombardowanie i zniszczenie linii oraz linia po wojnie. W jednej z sal wyeksponowany jest wstrząsający pomnik wycieńczonych jeńców.
W muzeum znajduje się sklep i kawiarnia. Organizowane są wycieczki autokarowe szlakiem kolei, a także przejazdy po istniejącej części linii do Nam Tok. Kilkaset metrów od muzeum znajduje się słynny most na rzece Kwai (Kwae Yai).
Na terenie Kanchanaburi rozegrała się część scen filmu Droga do zapomnienia, który miał premierę we wrześniu 2013 (w Polsce w kwietniu 2014).